# Budja Ba
| Críticas profissionais | Críticas profissionais |
| Avaliações da crítica  | Avaliações da crítica  |
| Fonte                  | Avaliação              |
| ---------------------- | ---------------------- |
| Ípsilon                | [ 4 ]                  |

Budja Ba é o primeiro álbum de originais da banda portuguesa de música klezmer Melech Mechaya.

## Faixas
1. Dodi Li
2. Fanfarra
3. Bulgar De Almada (com a participação das Tucanas)
4. Nigun 7
5. Dança Do Desprazer
6. Sweet Father
7. (Rad Halaila) (com a participação de Noémia Grelha)
8. Budja Ba (com a participação de Ana Sousa e Irina Grelha)
9. Fado Tantz
10. Na Festa Do Rabi
11. Freylach 6.8
12. Hava Nagila
13. (Melodia Da Rua)
14. Cravineiro
15. Sabituar
16. Harmónica (com a participação de Ana Sousa)

## Formação
- João Graça (violino),
- Miguel Veríssimo (clarinete),
- André Santos (guitarra),
- João Sovina (contrabaixo),
- Francisco Caiado (percussões).